# Egyedül (X-akták)
Az Egyedül az X-akták filmsorozat 8. évadának 19. része, összességében a sorozat 180. epizódja.

## Cselekmény
A New York állambeli Ellicottban, Arlen Sacksot megölte egy ismeretlen teremtmény, mérget permetezve áldozatára, fia Gary pedig eltűnik. Eközben az FBI központban Dana Scully a szülési szabadságára készül, összepakolja a holmiját az X-akták irodájában. Scully a pakolás során talál egy emlékmedált, amelyet az Apollo–11 űrrepülése emlékére adtak ki. Muldertől kapta még születésnapjára. Scully John Doggettnek adja a medált és elmagyarázza, hogy ez a csapatmunkát jelképezi. Miután Scully távozik, megérkezik Leyla Harrison különleges ügynök és közli Doggettel, hogy ő az új társa. Elmondja, hogy kettejüket jelölték ki Sacks bizarr halálának kivizsgálására.
A helyszínen Doggett és Harrison nyomok után kutatnak. Doggett bizonyítékot talál a méregre, amelyet az FBI laborba küld elemzésre. Harrison elmondja Doggettnek, hogy korábbi munkája során a könyvelésen dolgozott, ahol Mulder és Scully útiköltségeit számolta el. Ez idő alatt pedig úgy megismerte az X-aktákat és a nyomozásaikat, mint a saját tenyerét. A helyszínen követnek egy erdei ösvényt, Doggett és Harrison egy előkelő kastélyba botlanak, ahová be is mennek. A furcsa teremtmény a falakon közlekedik és minden mozdulatukat figyeli. Doggett biológiai folyóiratokat fedez fel tele tanulmányokkal, és az antropológus Richard Leakey A hatodik kipusztulás című könyvének egy példányát. Doggett előhúzza fegyverét, mert úgy érzi valami nincs rendben, ám csak Harrisont találja a bejáratban. Aztán utasítja Harrisont, hogy menjen ki, mivel ő ki akarja kergetni a teremtményt a házból. Pillanatokkal később ismét figyelmezteti Harrisont, hogy biztosítsa ki fegyverét és őrködjön odakint. Néhány pillanattal később fegyverlövést hall kintről, kirohan, de Harrisont sehol sem találja az udvaron. Távolabb megy a háztól, majd egy csapóajtóba botlik a pázsit szélén.
Boncolás közben Scully helyesen arra következtet, hogy Arlent egy hüllőméreg vakította meg. Közben Doggett és Harrison a kastély alatt egy régi szeszcsempész alagútba jutnak, találkoznak a teremtménnyel, ami mérget permetez rájuk, időlegesen megvakítva őket. Együtt találnak rá a szörnyen kinéző Gary Sacksra, akinek orvosi segítségre lenne szüksége. Muldernek feltűnik Doggett és Harrison távolléte. A kastély környékén nyomokat keres, találkozik a tulajdonos Hermann Stitessal, aki biológusként mutatkozik be. Mulder hamarosan elhagyja a környéket, Stites pedig észreveszi a menekülő Doggettet, a kezére tapos, aki így visszazuhan az alagútba. Mulder a sötétben Stites kocsifelhajtóján várakozok, telefonon beszél Scullyval, elmondja neki, hogy a Stites birtok közelében rátalált az Apollo emlékmedálra. Rájön, hogy Doggettnek valahol a közelben kell lennie. Meglátja a lényt, amit a kastélyhoz kerget, ahol az a ház külsején felmászik az emeletre. Mulder követi a teremtményt a házba, ahol az átváltozik, majd le az alagútba, ahol találkozik Doggettel és Harrisonnal. A közeledő teremtmény miatt Mulder, akinek nincs fegyvere parancsot ad a még mindig vak Doggettnek, hogy tüzeljen rá. A vak Doggett  rálő a teremtményre, ami Mulderre ugrik. Az elpusztult teremtmény Stitesé változik át.
Később Scully és Mulder egy washingtoni kórházban találkoznak a teljesen felépült Doggettel. Ő elmondja nekik, hogy Harrison is teljesen meggyógyult, de úgy döntött, hogy elhagyja az X-aktákat. Mulder megpróbálja visszaadni az Apollo medált Doggettnek, de ő ragaszkodik hozzá, hogy ő helyette Harrisonnak adják. Mulder és Scully együtt bemutatkoznak Harrisonnak, aki megilletődve és csodálattal fogadja őket.